# Кабити (Савона)
Кабити је насеље у Италији у округу Савона, региону Лигурија.
Према процени из 2011. у насељу је живело 8 становника. Насеље се налази на надморској висини од 708 м.